# Galago senegalski
Galago senegalski, galago karłowaty (Galago senegalensis) – gatunek ssaka naczelnego z rodziny galagowatych (Galagidae). Występuje w Afryce Subsaharyjskiej. Nie jest zagrożony wyginięciem.

## Taksonomia
Gatunek po raz pierwszy zgodnie z zasadami nazewnictwa binominalnego opisał w 1796 roku francuski przyrodnik Étienne Geoffroy Saint-Hilaire, nadając mu nazwę Galago senegalensis. Miejsce typowe to Senegal. Holotyp to zamontowana skóra i czaszka (sygnatura MNHN-ZM-2007-1547) ze zbiorów Muzeum Historii Naturalnej w Paryżu.
G. senegalensis jako wielotypowy gatunek ma złożoną historię taksonomiczną; pierwotnie rozpoznano tylko G. senegalensis, ale później podzielono go na siedem gatunków: G. gallarum, G. moholi, G. matschiei, Paragalago granti, P. zanzibaricus, P. cocos i G. nyasae. Wszystkie taksony rozróżnia się za pomocą specyficznego dla danego gatunku nawoływania. Ponieważ występuje znaczne zróżnicowanie w szeroko rozpowszechnionym G. senegalensis, może on reprezentować więcej ukrytych gatunków.
Autorzy Illustrated Checklist of the Mammals of the World rozpoznają cztery podgatunki. Podstawowe dane taksonomiczne podgatunków (oprócz nominatywnego) przedstawia poniższa tabelka:
| Podgatunek      | Oryginalna nazwa | Autor i rok opisu | Miejsce typowe                                                      | Holotyp |
| --------------- | ---------------- | ----------------- | ------------------------------------------------------------------- | --- |
| G. s. braccatus | Galago braccatus | Elliot, 1907      | Rzeka Tsavo, na północ od Kilimandżaro, Kenia.                      | Dorosły osobnik o nieokreślonej płci (sygnatura BMNH 1902.11.5.1) ze zbiorów Muzeum Historii Naturalnej w Londynie; okaz zebrany w styczniu 1902 roku przez Arthura Percivala. |
| G. s. dunni     | Galago dunni     | Dollman, 1910     | Górne dorzecze Fafan, 35 mi (56 km) na wschód od Harar, Somaliland. | Dorosły samiec (sygnatura BMNH 1904.5.9.1) ze zbiorów Muzeum Historii Naturalnej w Londynie; okaz zebrany 18 listopada 1903 roku przez Henry’ego Dunna.                        |
| G. s. sotikae   | Galago sotikæ    | Hollister, 1920   | Rzeka Telek, Chamagel, Kenia.                                       | Skóra i czaszka dorosłego samca (sygnatura USNM 184205) ze zbiorów Narodowego Muzeum Historii Naturalnej; okaz zebrany 22 maja 1911 roku przez Edmunda Hellera.                |

### Etymologia
- Galago: lokalna, senegalska nazwa Galago dla galago, zaadaptowana przez Michela Adansona w XVIII wieku[26].
- senegalensis: Senegal, być może od wolof sunu gaal „nasze czółno”, wynikłe z nieporozumienia między lokalnymi ludami a wczesnymi portugalskimi odkrywcami na rzece Senegal[27].
- braccatus: łac. bracatus „w spodniach, noszenie spodni”, od bracae „bryczesy, spodnie”[28].
- dunni: Henry Nason Dunn (1864–1952), chirurg w British Army, „myśliwy” specjalizujący się w łowach na grubą zwierzynę, kolekcjoner z Sudanu, Somalilandu, Etiopii i Indii[29].
- sotikae: Sotik (obecnie Chamagel), Brytyjska Afryka Wschodnia (obecnie Kenia)[12].

## Zasięg występowania
Galago senegalski występuje w zależności od podgatunku:
- G. senegalensis senegalensis – Senegal do wschodniego Sudanu (przez Nil Biały) i na południe do wschodniej Ugandy (region Karamoja), zachodnia Kenia (Mount Elgon) i Tanzania; dokładne granice rozmieszczenia słabo poznane.
- G. senegalensis braccatus – wyżynne regiony Kenii i północnej Tanzanii.
- G. senegalensis dunni – Erytrea, wschodnia Etiopia i być może Somalia; dokładne granice rozmieszczenia nieznane.
- G. senegalensis sotikae – Kenia, południowa Uganda i Tanzania, wzdłuż południowych wybrzeży Jeziora Wiktorii od Mwanzy do Ankole.

## Morfologia
Długość ciała (bez ogona) 13–21 cm, długość ogona 20–30 cm; masa ciała samic 110–250 g, samców 150–300 g. Ubarwienie srebrzyste, ogon na końcu gruby i puszysty. Duże, okrągłe, osadzone blisko siebie oczy.

## Tryb życia
Żyje w rodzinnych stadach. Prowadzi nocny tryb życia. Ciąża u samicy trwa 4 miesiące. Po tym okresie na świat przychodzi 1–2 młodych. Żywi się owocami, kwiatami, miodem, owadami, małymi gadami, myszami, pisklętami. Zamieszkuje lasy.
Głos galago przypomina płacz dziecka.

## Status zagrożenia i ochrona
Status zagrożenia G. senegalensis według podziału na podgatunki:
| Podgatunek                       | Kategoria zagrożenia                          |
| -------------------------------- | --------------------------------------------- |
| Galago senegalensis braccatus    | LC (ang. least concern ‘najmniejszej troski’) |
| Galago senegalensis dunni        | LC (ang. least concern ‘najmniejszej troski’) |
| Galago senegalensis senegalensis | LC (ang. least concern ‘najmniejszej troski’) |
| Galago senegalensis sotikae      | LC (ang. least concern ‘najmniejszej troski’) |

Gatunek jest ujęty w II załączniku konwencji waszyngtońskiej (CITES).